# Língua sangiresa
Sangirês, também chamada Sangihé, Sangi Sangih, é uma língua filipina do ramo das línguas malaio-polinésias falada na ilha Grande Sangir, que liga o norte das Celebes da Indonésia, com Mindanao, Davao do Sul nas Filipinas, pelo povo sangirês. Davao 
Mais recentemente (2010) havia cerca de 110 mil falantes de sangirês na Indonésia e existem cerca de 55 mil nas Filipinas

## Escrita
O Sangirês raramente é escrito, mas pode usar o alfabeto latino sem as letras C, Q, V, X, Z. Usa-se a forma Ng.
Há uma tradução da Bíblia em Sangirês. 

## Amostra de texto
•	Su tětạ-tětạ e kal᷊imonan dunia e niriadi, Hengetange seng ene. Hengetang e kai ringangu Ruata, kụHengetang e mẹ̌sul᷊ung dingangu Ruata.
•	Dokeng su tětạei Sie ringangu Ruata.
•	Kěbị e niriadi wọ'i Sie, ringanguwọu kěbị apang seng ene, tawẹu sarang sěmbaụ niriaditạ i Sie.
•	Hengetang e kai simbul᷊u pẹ̌bawiahẹ̌, dingangupẹ̌bawiahẹ̌e měgẹ̌gěllịu tualagẹ̌su taumata.
•	Tualagẹ̌esụsarang su kararěndung, dingangu kararěndung e tawemakawatạ e 
•	
Português
1.	1. No princípio era o Verbo, e o Verbo estava com Deus, e o Verbo era Deus.
2.	2. O mesmo aconteceu no princípio com Deus.
3.	3. Todas as coisas foram feitas por ele; e sem ele nada do que foi feito teria sido feito.
4.	4. Nele estava a vida; e a vida era a luz dos homens.
5.	5. E a luz brilha nas trevas; e a escuridão não a compreendia.<reff>Bíblia Rei James</ref>
'